# Krasnotorowka
Krasnotorowka (russisch Красноторовка, deutsch Heiligenkreutz, litauisch Kryžiava) ist ein Ort im Nordwesten der Ostseehalbinsel Samland in der Oblast Kaliningrad in der Russischen Föderation. Er liegt im Rajon Selenogradsk und gehört zur kommunalen Selbstverwaltungseinheit Stadtkreis Selenogradsk.

## Geographische Lage
Das Dorf liegt in der historischen Region Ostpreußen, etwa 45 Kilometer nordwestlich der Stadt Kaliningrad (Königsberg i. Pr.) und fünf Kilometer südlich des Ostseebades Primorje (Groß Kuhren)

## Geschichte

Heiligenkreutz, nördlich von Fischhausen und unweit der samländischen Bernsteinküste gelegen, auf einer Landkarte von 1910.

Der bereits im 13. Jahrhundert gegründete ehemals Heiligenkreutz genannte Ort lag seinerzeit im sogenannten Sudauischen Winkel, der von der Ostsee bis nach Pobethen (heute russisch: Romanowo) reichte. Der Orden war bemüht, die letzten noch nicht unterworfenen Sudauer zu besiegen. Mit dem Übertritt des Anführers Kantegerd schließlich war das Ziel erreicht. Der Sage nach wurde in Heiligenkreutz auf einem alten prußischen heiligen Ort das erste christliche Kreuz im Samland errichtet. Zur Bestätigung baute man hier – erwähnt am 24. Dezember 1353 – eine Kapelle.
Das Gut Heiligenkreutz war lange Zeit ein Vorwerk von Gut Palmnicken (heute russisch: Jantarny). Am 13. Juni 1874 wurde Heiligenkreutz Amtssitz und namensgebender Ort eines neu errichteten Amtsbezirks, der bis 1945 bestand und zum Landkreis Fischhausen, 1939 bis 1945 zum Landkreis Samland im Regierungsbezirk Königsberg der preußischen Provinz Ostpreußen gehörte. Im Jahre 1895 lebten im Gutsdorf Heiligenkreutz 116, in dem Wohnplatz Pfarrhof Heiligenkreutz 49 Einwohner.
Wenige Jahre nach der Wende zum 20. Jahrhundert wurde der Gutsbezirk Heiligenkreutz nach Palmnicken (Jantarny) eingegliedert, der Pfarrhof Heiligenkreutz folgte am 23. Oktober 1911. Am 30. September bzw. 1. Dezember 1928 wurden die beiden Exklaven Heiligenkreutz des Gutsbezirks Palmnicken in die Landgemeinde Wangnicken (heute russisch: Jantarowka) eingegliedert und Wangnicken in „Heiligenkreutz“ umbenannt. Diese neu formierte Gemeinde zählte 1933 insgesamt 431 und 1939 noch 429 Einwohner.
Nach Einstellung der Kampfhandlungen des Zweiten Weltkrieges wurde Heiligenkreutz 1945 zusammen mit dem nördlichen Ostpreußen von der Sowjetunion unter eigene Verwaltung genommen. Im Jahre 1947 erhielt der Ort die russische Bezeichnung „Krasnotorowka“ und wurde gleichzeitig dem Dorfsowjet Jantarski selski Sowet im Rajon Primorsk zugeordnet. Nach der Auflösung dieses Dorfsowjets im Jahr 1959 war Krasnotorowka kurzzeitig bis 1960 selbst Sitz eines Dorfsowjets und wurde dann in den Powarowski selski Sowet eingegliedert. Im Jahr 2000 wurde Krasnotorowka Sitz eines Dorfbezirks und im Jahr 2005 Sitz einer Landgemeinde. Seit der Auflösung dieser Landgemeinde im Jahr 2015 gehört der Ort zum Stadtkreis Selenogradsk.

### Amtsbezirk Heiligenkreutz (1874–1945)
Der 1874 neu errichtete Amtsbezirk Heiligenkreutz bestand ursprünglich aus sieben Landgemeinden bzw. Gutsbezirken:
| Name                             | Russischer Name | Bemerkungen                                                              |
| -------------------------------- | --------------- | ------------------------------------------------------------------------ |
| Bersnicken                       | Jagodnoje       | 1928 nach Wangnicken eingegliedert                                       |
| Bieskobnicken                    | Ochotnoje       |                                                                          |
| Groß Hubnicken                   | Sinjawino       | 1910 in den Amtsbezirk Palmnicken umgegliedert                           |
| Heiligenkreutz                   | Krasnotorowka   | 1900/01 nach Palmnicken eingegliedert, 1928 nach Wangnicken umgegliedert |
| Ihlnicken                        | Sarajewo        | 1928 nach Klein Hubnicken eingegliedert                                  |
| Klein Hubnicken                  | Klenowoje       | 1910 in den Amtsbezirk Palmnicken umgegliedert                           |
| Wangnicken                       | Jantarowka      | 1928 in „Heiligenkreutz“ umbenannt                                       |
| ab 1904: Pfarrhof Heiligenkreutz | Krasnotorowka   | 1911 nach Palmnicken eingegliedert, 1928 nach Wangnicken umgegliedert    |

Aufgrund der vielen Umstrukturierungen gehörten am 1. Januar 1945 lediglich noch zwei Gemeinden zum Amtsbezirk Heiligenkreutz: Bieskobnicken und Heiligenkreutz selbst.

### Krasnotorowski selski okrug 2000–2005
Der Dorfbezirk Krasnotrowski selski okrug (ru. Красноторовский сельский округ, Krasnotrowski selski okrug) wurde spätestens im Jahr 2000 eingerichtet. Er war vorher ein Teil des Powarowski selski okrug.  Im Jahr 2005 wurden die Orte des Dorfbezirks in die neu gebildete Landgemeinde Krasnotorowskoje selskoje posselenije übernommen.
Zum Krasnotorowski selski okrug gehörten folgende 13 Orte:
| Ortsname                      | deutscher Name  |
| ----------------------------- | --------------- |
| Alexino (Алексино)            | zu Germau       |
| Barkassowo (Баркасово)        | Neu Katzkeim    |
| Filino (Филино)               | Klein Kuhren    |
| Jagodnoje (Ягодное)           | Bersnicken      |
| Jantarowka (Янтаровка)        | Wangnicken      |
| Klenowoje (Кленовое)          | Klein Hubnicken |
| Krasnotorowka (Красноторовка) | Heiligenkreutz  |
| Maiski (Майский)              | Mandtkeim       |
| Ochotnoje (Охотное)           | Bieskobnicken   |
| Orechowo (Орехово)            | Schalben        |
| Prislowo (Прислово)           | Nöttnicken      |
| Sarajewo (Сараево)            | Ihlnicken       |
| Storoschewoje (Сторожевое)    | Katzkeim        |

### Krasnotorowskoje selskoje posselenije 2005–2015

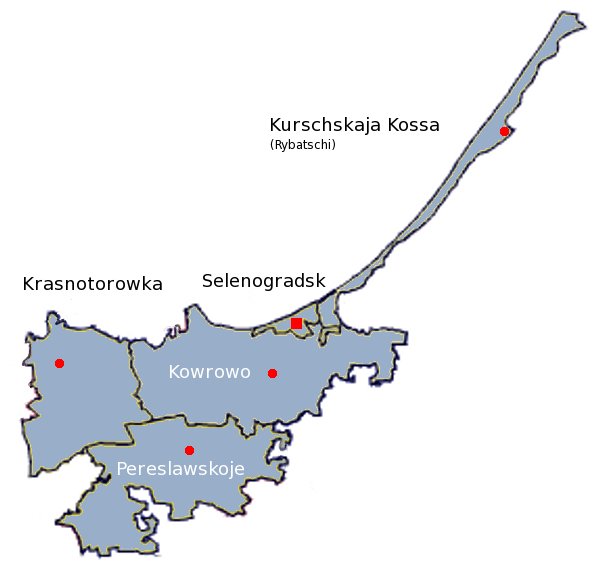
Die Lage der ehemaligen Landgemeinde Krasnotorowka selskoje posselenije im Rajon Selenogradsk

Die Landgemeinde Krasnotorowskoje selskoje posselenije (ru. Красноторовское сельское поселение,Krasnotorowskoje selskoje posselenije) wurde im Jahr 2005 eingerichtet. Im Gemeindegebiet lebten 3.396 Einwohner (Stand 2010) in folgenden 36 jeweils als „Siedlung“ eingestuften Ortschaften, die vorher zu den Dorfbezirken Krasnotorowski, Powarowski selski okrug und Gratschowski (Schatrowski selski okrug) gehört hatten.
| Russischer Name           | Deutscher Name   |  | Russischer Name               | Deutscher Name |  | Russischer Name            | Deutscher Name       |
| ------------------------- | ---------------- |  | ----------------------------- | -------------- |  | -------------------------- | -------------------- |
| Alexino (Алексино)        | zu Germau        |  | Krasnotorowka (Красноторовка) | Heiligenkreutz |  | Ossokino (Осокино)         | Panjes               |
| Barkassowo (Баркасво)     | Alt Katzkeim     |  | Krasnowka (Красновка)         | Markehnen      |  | Powarowka (Поваровка)      | Kirpehnen            |
| Bogatoje (Богатое)        | Pokalkstein      |  | Kruglowo (Круглово)           | Polennen       |  | Prislowo (Прислово)        | Nöttnicken           |
| Dworiki (Дворики)         | Klein Dirschkeim |  | Lessenkowo (Лесенково)        | Plinken        |  | Putilowo (Путилово)        | Gauten und Korjeiten |
| Druschba (Дружба)         | Kirschappen      |  | Listopadowka (Листопадовка)   | Bärholz        |  | Rakitnoje (Ракитное)       | Plautwehnen          |
| Filino (Филино)           | Klein Kuhren     |  | Listowoje (Листовое)          | Woydiethen     |  | Russkoje (Русское)         | Germau               |
| Gratschowka (Грачёвка)    | Kraam            |  | Maiski (Майский)              | Mandtkeim      |  | Sarajewo (Сараево)         | Ihlnicken            |
| Gussewka (Гусевка)        | Drugthenen       |  | Medwedewo (Медведево)         | Norgau         |  | Schatrowo (Шатрово)        | Weidehnen            |
| Jagodnoje (Ягодное)       | Bersnicken       |  | Morosowka (Морозовка)         | Sacherau       |  | Storoschewoje (Сторожевое) | Katzkeim             |
| Jantarowka (Янтаровка)    | Wangnicken       |  | Ochotnoje (Охотное)           | Bieskobnicken  |  | Sytschowo (Сычёво)         | Krattlau             |
| Klenowoje (Кленовое)      | Klein Hubnicken  |  | Olchowoje (Ольховое)          | Korwingen      |  | Werschkowo (Вершково)      | Warschken            |
| Kljukwennoje (Клюквенное) | Klycken          |  | Orechowo (Орехово)            | Schalben       |  | Wodnoje                    | Syndau               |

## Kirche

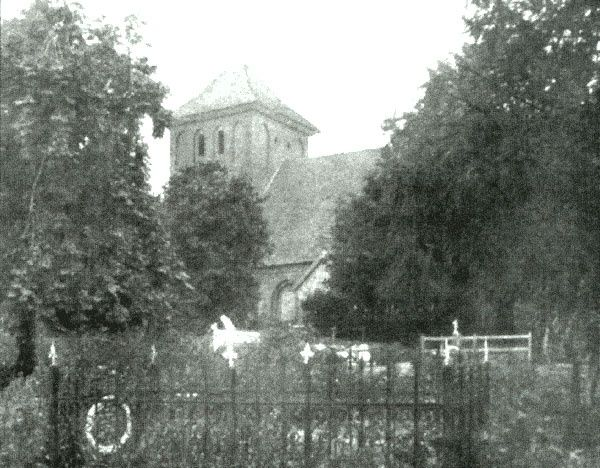
Die Kirche in Heiligenkreutz vor 1945

Siehe Hauptartikel (mit Kirchspiel- und Pfarrerliste): Kirche Heiligenkreutz (Ostpreußen)

### Kirchengebäude
Bei der Kirche Heiligenkreutz, die im Südosten des Ortes ihren Standort hatte und von der heute nur noch unter Schutt verborgene Mauerreste zeugen, handelte es sich um einen Ziegelbau auf Steinfundament mit quadratischem Turm und gerade geschlossenem Chor. Ihre ältesten Teile stammten aus dem 14. Jahrhundert, als man hier – urkundlich erwähnt am 24. Dezember 1353 – eine Kapelle errichtete, die in einen späteren Neubau einbezogen wurde. Das Gotteshaus überstand die beiden Weltkriege im 20. Jahrhundert, nicht aber die Nachkriegsnutzung als Freizeitclubgebäude, das dem ständigen Verfall preisgegeben war. Ende der 1960er Jahre fiel die Kirche – vermutlich durch Brandstiftung – einem Feuer zum Opfer. Die verbliebenen Ruinenreste riss man ab.

### Kirchengemeinde
Heiligenkreutz ist ein sehr altes Kirchdorf, in vorreformatorischer Zeit auch ein viel besuchter Wallfahrtsort. Bis 1945 gehörte das mehrheitlich von einer evangelischen Bevölkerung bewohnte Dorf mit dem 26 Ortschaften und im Jahr 1945 2.850 Gemeindeglieder zählenden Kirchspiel zum Kirchenkreis Fischhausen (heute russisch: Primorsk) innerhalb der Kirchenprovinz Ostpreußen der Evangelischen Kirche der Altpreußischen Union.
Heute liegt Krasnotorowka im weitgestreuten Gemeindegebiet der evangelisch-lutherischen Auferstehungskirche in Kaliningrad (Königsberg) in der Propstei Kaliningrad der Evangelisch-lutherischen Kirche Europäisches Russland.

## Persönlichkeiten des Ortes
- Jürgen Henkys (1929–2015), evangelischer Pfarrer, Theologieprofessor, Kirchenlieddichter und -übersetzer

## Verkehr
Der Ort ist durch die russische Fernstraße A 192 an das Straßennetz angeschlossen. Innerorts kreuzt eine Nebenstraße, die von Jantarny (Palmnicken) über Ochotnoje (Bieskobnicken) nach Kljukwennoje führt. 
Bis 1945 war Ihlnicken (heute russisch: Sarajewo) die nächste Bahnstation an der Bahnstrecke Fischhausen – Groß Dirschkeim, einer Zweigstrecke der Ostpreußischen Südbahn.